# 105-й меридіан західної довготи
105-й меридіан західної довготи — лінія довготи, що лежить на 105 градусів західніше Гринвіцького меридіана. Вона проходить від Північного полюса через Північний Льодовитий океан, Північну Америку, Тихий океан, Південний океан та Антарктиду до Південного полюса.
105-й меридіан західної довготи формує велике коло разом із 75-тим меридіаном східної довготи.
Це центральний меридіан часового поясу UTC-7, також відомого як Гірський час

## Список географічних об'єктів, що перетинає 105° зх. д.
Починаючи на Північному полюсі та рухаючись до Південного полюса, 105-й меридіан західної довготи проходить через:
| Координати                                                   | Країна, територія або море | Примітки                                                                                          |
| ------------------------------------------------------------ | -------------------------- | ------------------------------------------------------------------------------------------------- |
| 90°0′ пн. ш. 105°0′ зх. д. / 90.000° пн. ш. 105.000° зх. д.  | Північний Льодовитий океан |                                                                                                   |
| 79°19′ пн. ш. 105°0′ зх. д. / 79.317° пн. ш. 105.000° зх. д. | Канада                     | Нунавут — проходить через острів Еллеф-Рінгнес                                                    |
| 79°2′ пн. ш. 105°0′ зх. д. / 79.033° пн. ш. 105.000° зх. д.  | Північний Льодовитий океан |                                                                                                   |
| 78°31′ пн. ш. 105°0′ зх. д. / 78.517° пн. ш. 105.000° зх. д. | Канада                     | Нунавут — проходить через острів Еллеф-Рінгнес                                                    |
| 78°29′ пн. ш. 105°0′ зх. д. / 78.483° пн. ш. 105.000° зх. д. | Протока Маклін[en]         |                                                                                                   |
| 77°32′ пн. ш. 105°0′ зх. д. / 77.533° пн. ш. 105.000° зх. д. | Канада                     | Нунавут — проходить через острів Логід                                                            |
| 77°10′ пн. ш. 105°0′ зх. д. / 77.167° пн. ш. 105.000° зх. д. | Протока Баям-Мартін[en]    |                                                                                                   |
| 75°35′ пн. ш. 105°0′ зх. д. / 75.583° пн. ш. 105.000° зх. д. | Протока Баям[en]           | Проходить західніше острова Байам-Мартін, Нунавут, Канада                                         |
| 75°5′ пн. ш. 105°0′ зх. д. / 75.083° пн. ш. 105.000° зх. д.  | Протока Паррі              | Протока Віконта Мелвілла                                                                          |
| 73°43′ пн. ш. 105°0′ зх. д. / 73.717° пн. ш. 105.000° зх. д. | Канада                     | Нунавут — проходить через острів Стефансон                                                        |
| 73°0′ пн. ш. 105°0′ зх. д. / 73.000° пн. ш. 105.000° зх. д.  | Протока Мак-Клінток        |                                                                                                   |
| 72°12′ пн. ш. 105°0′ зх. д. / 72.200° пн. ш. 105.000° зх. д. | Канада                     | Нунавут — проходить через острів Вікторія                                                         |
| 68°53′ пн. ш. 105°0′ зх. д. / 68.883° пн. ш. 105.000° зх. д. | Затока Королеви Мод        |                                                                                                   |
| 68°35′ пн. ш. 105°0′ зх. д. / 68.583° пн. ш. 105.000° зх. д. | Канада                     | Нунавут — проходить через острів Кікіктаріуак[en] і материк Північно-Західні території Саскачеван |
| 49°0′ пн. ш. 105°0′ зх. д. / 49.000° пн. ш. 105.000° зх. д.  | США                        | Монтана Вайомінг Колорадо — проходить через Денвер Нью-Мексико Техас                              |
| 30°40′ пн. ш. 105°0′ зх. д. / 30.667° пн. ш. 105.000° зх. д. | Мексика                    | Чіуауа Дуранго Наярит Халіско                                                                     |
| 19°21′ пн. ш. 105°0′ зх. д. / 19.350° пн. ш. 105.000° зх. д. | Тихий океан                | Проходить східніше острова Сала-і-Гомес, Чилі                                                     |
| 60°0′ пд. ш. 105°0′ зх. д. / 60.000° пд. ш. 105.000° зх. д.  | Південний океан            |                                                                                                   |
| 74°41′ пд. ш. 105°0′ зх. д. / 74.683° пд. ш. 105.000° зх. д. | Антарктида                 | Проходить через Землю Мері Берд, на яку жодна країна не претендує                                 |